# 慈母心 (小说)
《慈母心》（英語：Stella Dallas）是奧利夫·希金斯·普勞蒂於1923年創作並由霍頓·米夫林出版的小說，是為了她死於脑炎的三歲女兒而寫的，講述了主人公工薪階層女性斯特拉·达拉斯嫁給了一位富商，努力適應自己的新生活，但婚姻失敗後，為了女兒犧牲自己幸福的故事。
這部小說隨後在1924年被改編成舞台劇，並在1925年、1937年和1990年被改編成電影。1937年金·維多爾和塞缪尔·戈德温的電影中，芭芭拉·斯坦威克和安妮·雪莉获得奧斯卡金像獎提名。這部小說也是廣播劇《慈母心》的故事基礎，該劇連續18年每天播出，通常被認為是第一部肥皂剧。